# Il delitto del signor Lange
Il delitto del signor Lange (Le Crime de monsieur Lange) è un film del 1936 diretto da Jean Renoir.
L'omicidio del titolo è il nodo centrale della trama, e il film è la storia dell'assoluzione di un omicida.

## Trama
Batala, proprietario truffatore di una casa editrice, oppresso dai debiti, fugge abbandonando operai ed impiegati, non prima di aver sedotto e approfittato della giovane Estelle, che ne partorirà il figlio.
I lavoranti della casa editrice, grazie all'inventiva di Amédée Lange, uno dei redattori, si riuniscono in una cooperativa che riesce ad avere successo economico grazie alla pubblicazione dei romanzi popolari scritti dallo stesso Lange e alla concordia e solidarietà che vi si instaura.
Ma Batala torna all'improvviso e pretende di riappropriarsi della casa editrice. Per fermarlo Lange lo uccide ed è costretto a fuggire verso il confine, insieme alla compagna Valentine e protetto dagli altri membri della cooperativa.

## Produzione
Il film nasce all'interno del Gruppo Ottobre, gruppo fondato nel 1932 da Jean-Paul Dreyfus e animato dai fratelli Prévert e da altri intellettuali, poeti, musicisti, pittori.
Jean Renoir conobbe il gruppo grazie a Jean Castanier. E proprio di quest'ultimo fu l'idea del film, elaborata poi nella sceneggiatura dello stesso Renoir e di Jacques Prévert.

### Lo spazio e il tempo
Il film ha l'aspetto di un'opera da camera, essendo girato quasi completamente in uno spazio definito, quello del cortile e degli ambienti che vi si affacciano.
Le vicende dei personaggi, con i loro sentimenti, le loro speranze, le sofferenze, s'incrociano in questo spazio. Il cortile e gli ambienti circostanti sembrano essere lo spazio stesso della vita. In questo modo vengono ad identificarsi spazio della vita e spazio della scena, così come tempo del cinema e tempo della realtà.

### Tecnica cinematografica
E da questo deriva la scelta di Renoir del piano-sequenza, della profondità di campo e dei continui movimenti della cinepresa, che attraversa questo spazio e crea un effetto di presenza del regista e dello stesso spettatore.
«Famosa la panoramica di 360 gradi, con una duplice carrellata iniziale e finale, sul cortile che è l'epicentro del film, e che descrive l'uccisione di Batala e tutta la cornice nella quale il fatto ha luogo».

## Accoglienza
Il film ebbe molto successo.
Il successo presso il pubblico è da ricondurre, probabilmente, a quel particolare periodo della storia francese di poco precedente al Fronte Popolare, caratterizzato da una profonda ricerca di giustizia sociale e da una grande energia delle forze di sinistra.
Renoir racconta nel 1974:
«Con questo film fui annoverato entro le coorti dei registi di sinistra, probabilmente perché vi si parlava di cooperative operaie, sistema ora perfettamente accettato anche in ambiti capitalisti».

### Critica
«Le crime de M.Lange è un film importante perché segna dal punto di vista stilistico, il raggiungimento della maturità. Fino a Toni Renoir aveva molto sperimentato e improvvisato, ma qui si sente che ha ottenuto la completa padronanza del mezzo espressivo. La sua capacità di entrare nella storia con la macchina da presa per "esplorarla" attraverso complessi movimenti di macchina trova una delle sue espressioni più sicure e più alte».
«Ambientato quasi completamente all'interno di un caseggiato parigino, con la sua corte di popolani variopinti, il film fonde con abilità il messaggio ideologico con la freschezza e l'humour della commedia».